# 巴里萨德里
巴里萨德里（Bari Sadri），是印度拉贾斯坦邦Chittaurgarh县的一个城镇。总人口15001（2001年）。

## 人口
该地2001年总人口15001人，其中男性7701人，女性7300人；0—6岁人口2017人，其中男1054人，女963人；识字率65.84%，其中男性为76.81%，女性为54.27%。